# Spiel an Bord
Spiel an Bord ist eine deutsche Kriminalkomödie und ein Verwechslungslustspiel aus dem Jahre 1936. Der Film entstand an Bord der Bremen während einer Atlantiküberfahrt nach New York.

## Handlung
Bremerhaven. An der Kaimauer liegt der Transatlantikliner Bremen. Die Passagiere betreten über die Gangway das Schiff, das sie nach Amerika bringen soll. An Land spielt Musik, und an Bord stimmt die Schiffscombo das Volkslied Muss i denn, muss i denn zum Städtele hinaus an. Währenddessen schraubt unten auf der Mole noch der junge Viktor Müller an seinem Oldtimer herum, bis er mitsamt dem eleganten Fahrzeug mittels eines Krans an Bord des Schiffes gehievt wird. Währenddessen beobachten zwei elegant gekleidete Männer, die sich später als Gauner und Betrüger herausstellen sollen, die Passagiere – ganz offensichtlich in der Absicht, lohnende Beute auszuspähen. Auch sie, der Marquis de la Tours und der Baron von Western, gehen an Bord. Sie beobachten unter anderem auch einen etwas konfusen und aufgeregten Mann, den Sekretär Black, der hektisch seinen Chef sucht. Bei diesem handelt es sich um den millionenschweren Industriellen Corner, einen Amerikaner, der an Bord ganz inkognito unter dem unverfänglichen Namen Miller reist.
Viktor Müller reist, so hat es den Anschein, als blinder Passagier in die USA. Aus diesem Grunde versucht er rasch, ein geeignetes Versteck an Bord zu finden und nicht weiter aufzufallen. Die beiden Betrüger Marquis de la Tours und Baron von Western haben bald ein Auge auf den offensichtlich wohlhabendem Herrn Henning geworfen, der in Begleitung seiner Tochter Astrid reist. Sie wittern leichte Beute und versuchen, sein Vertrauen zu gewinnen, um ihn bei Gelegenheit auszunehmen. De la Tours erzählt Henning, der eine wertvolle Briefmarkensammlung verkaufen will, er kenne den Firmenpräsidenten Corner, der Interesse für Hennings Marken besäße. Doch de la Tours geht es in Wirklichkeit um die Provision, die er nach einem etwaigen Geschäftsabschluss zwischen Corner und Henning für sich erhofft.
Mr. Corner alias Miller und Viktor Müller freunden sich auf der Überfahrt an, aus dem Anlass ihrer Namensähnlichkeit. Diese führt bald zu einer Verwechslung, denn de la Tour glaubt nunmehr, dass der arme Müller der reiche Mr. Miller sei, von dem der Gauner weiß, dass dieser niemand anderes ist als der Tycoon Corner. Eines Nachts sieht de la Tours, wie sich die Sekretärin Susanne Rauh mit Viktor Müller unterhält und zieht daraus falsche Schlüsse. Er glaubt, sie kenne den echten Mr. Corner alias Miller und kann die junge Frau dazu überreden, einen Kontakt zu diesem vermeintlichen „Firmenpräsidenten Miller“, für den er Viktor Müller hält, herzustellen. Susanne ist jedoch erst einmal sauer, dass Viktor Müller sie belogen habe, da er ja tatsächlich jener Mr. Corner sei, wie sie soeben von de la Tours erfahren habe.
Müller selbst kann das Verwirrspiel und Susannes Verhalten anfänglich noch nicht so recht deuten und erzählt seinem neuen Freund Corner/Miller davon. Bei einem Umtrunk an der Schiffsbar erfährt er nun von Corners wahrer Identität. Leicht betrunken verspricht Viktor ihm, seine eigene Rolle als ‘Präsident Müller/Miller‘ vorerst weiterzuspielen. Nachdem ihm der alte Henning seine Briefmarkensammlung übergeben hat, versuchen die beiden Gauner, ihm selbige wieder abzunehmen, da sie herausbekommen haben, dass es sich bei Viktor Müller nicht um Mr. Miller alias Mr. Corner handelt. Um den blinden Passagier loszuwerden, versuchen de la Tours und sein Komplize ihn über Bord zu werfen. Doch Viktor, der jetzt glaubt, dass Susanne die Komplizin der beiden Männer sein müsse, kann den beiden im letzten Moment entkommen.
Am folgenden Tag läuft die Bremen im Hafen von New York ein. De la Tour und Baron von Western haben es jetzt sehr eilig, von Bord zu kommen. Doch die oberste Bordpolizistin Fräulein Distelmann, die selbst inkognito mitreiste, ist nicht auf den Kopf gefallen und kann die beiden Schurken mit dem bordeigenen Sicherheitspersonal dingfest machen. Und da sie gerade in Fahrt ist, will sie gleich auch den „blinden Passagier“ Viktor Müller abführen lassen, der soeben Herrn Henning dessen Briefmarkensammlung zurückgegeben hat. Umso überraschter ist sie, als dieser ihr sein First-Class-Ticket präsentiert. Dann klärt sich alles auf: Müller ist in Wahrheit ein Reporter auf Dienstreise; er sollte eine Reportage unter dem Titel „Als blinder Passagier über den Ozean“ schreiben. Susanne, deren Unschuld sich ebenfalls rasch erweist, und er sinken sich in die Arme.

## Produktionsnotizen
Spiel an Bord war die Verfilmung des gleichnamigen Bühnenstücks von Axel Ivers aus dem Jahre 1935.
Der inhaltlich völlig belanglose Film, ein Nebenwerk Herbert Selpins, besitzt vor allem deshalb Bedeutung, weil er, fast ein halbes Jahrhundert vor Das Traumschiff, überwiegend an Bord eines Passagierschiffs während einer regulären, einwöchigen Atlantikpassage entstand. Dabei werden interessante, dokumentarische Impressionen vom Leben auf einem Passagierdampfer der Vorkriegszeit vermittelt.
Am 14. August 1936 stach die Bremen von Bremerhaven in See. Wie die Passagierlisten belegen, befanden sich von der Filmcrew folgende Personen mit an Bord: Regisseur Selpin, der Produktionsleiter Martin Pichert, die Schauspieler Viktor Kowarzik (d. i. Viktor de Kowa), Carsta Löck, Mechthilde Reif (d. i. Susi Lanner), Alfred Abel (mit seiner Ehefrau Elisabeth, 52, und beider Tochter Ursula, 21), Hans Joachim Schaufuß, der Drehbuchautor Walter Zerlett-Olfenius, der Tontechniker Wilhelm B. Suckau (d. i. Bruno Suckau, dessen Beruf hier fälschlicherweise als „actor“ angegeben wird), der Kameramann Bruno Timm, der Kameraassistent Fritz Wunderlich, der Garderobier Johannes Krämer (der auf der Passagierliste fälschlicherweise als Kameramann bezeichnet wird), die Aufnahmeleiter Erich Frisch (hier fälschlicherweise als „Regisseur“ genannt) und Heinrich Landsmann (d. i. Heinz Landsmann, hier fälschlicherweise „filmoperator“ genannt) sowie einige Techniker wie der Tonassistent Karl Diepolt.
Für die gleichfalls mitreisende, 24-jährige Rüsselsheimer Schauspielerin Erika Bert (eigentlich Seibert) war die Astrid in Spiel an Bord die einzige Filmrolle ihrer gesamten Karriere.
Ebenfalls mit an Bord war die Reiseschriftstellerin und Schauspielerin Luise Ullrich, die jedoch nicht zur Crew von Spiel an Bord gehörte und aus anderen Gründen nach Amerika reiste.
Die von Erich Czerwonski entworfenen Filmbauten entstanden in den UFA-Ateliers in Berlin-Tempelhof, die Außenaufnahmen (Hafenimpressionen) in Bremerhaven und New York.
Die zwei Musiktitel des Films waren Über blauen Wogen klingt mein Liebeslied und Ja, auf der See, da ist nichts los. Ralph Maria Siegel schrieb dazu die Texte.
Der Film erlebte seine Uraufführung am 3. November 1936 in Wesermünde. Am 10. Dezember 1936 erfolgte die Berliner Erstaufführung.
Die sichere Heimkehr der Bremen aus feindlichen Gewässern nach Ausbruch des Zweiten Weltkriegs führte im Dezember 1939 nicht nur zu zahlreichen Presseberichten im Reich, sondern auch zur Wiederaufführung dieses Spielfilms.

## Kritik
„Spiel an Bord, der auf der 'Bremen' gedreht wurde, ist eine einzigartige Dokumentation über dieses noch heute legendäre Schiff“
Auch 'Der deutsche Film 1938–1945' lobte den zentralen Faktor des Films, seine Authentizität: „Wie ein mitreisender Passagier konnte der Zuschauer das Schiff vom Fallreep bis zum äußersten Winkel kennenlernen.“
Das Lexikon des internationalen Films urteilte über den Film inhaltlich: „Anspruchslose Unterhaltung“